# Клика (филм)
Клика (енгл. The Clique) америчка је тинејџерска драмедија из 2008. године. Режију потписује Мајкл Лембек, по сценарију Лиз Тигелар. Темељи се на истоименом серијалу романа Лизи Харисон. Главне улоге тумаче Елизабет Маклохлин и Елен Марлоу, док су у споредним улогама Бриџит Мендлер, Саманта Боскарино и Софи Ана Еверхард.

## Радња
Прати седам тинејџерки које, заједно са својом моћном кликом познатом под називом Одбор лепих, владају ексклузивном школом за девојке у Њујорку. Њихова дружина је посебно избирљива када је реч о избору с киме ће се дружити, али када се неугледна ученица Клер досели у гостинску кућу једне од девојака из овог друштва, њихово згражање ће касније прећи у сасећање, јер ће неке од њих схватити да доброг пријатеља не чини модерна одећа.

## Улоге
| Глумац             | Улога           |
| ------------------ | --------------- |
| Елен Марлоу        | Клер Лајонс     |
| Елизабет Маклохлин | Меси Блок       |
| Бриџит Мендлер     | Кристен Грегори |
| Саманта Боскарино  | Алисија Ривера  |
| Софи Ана Еверхард  | Дилан Марвил    |
| Ванеса Марано      | Лејн Ејбели     |
| Кели Прајс         | Крис Ејбели     |
| Дилан Минет        | Тод Лајонс      |
| Елизабет Кејфер    | Џуди Лајонс     |
| Дејвид Чисум       | Вилијам Блок    |
| Џули Лорен         | Кендра Блок     |
| Борис Макгајвер    | Ајзак           |
| Ејнџел Десај       | Адел            |
| Елизабет Гилис     | Шелби Векслер   |
| Нил Матарацо       | Џеј Лајонс      |
| Камила Вињо        | Фон             |